# Скакун Віталій Михайлович

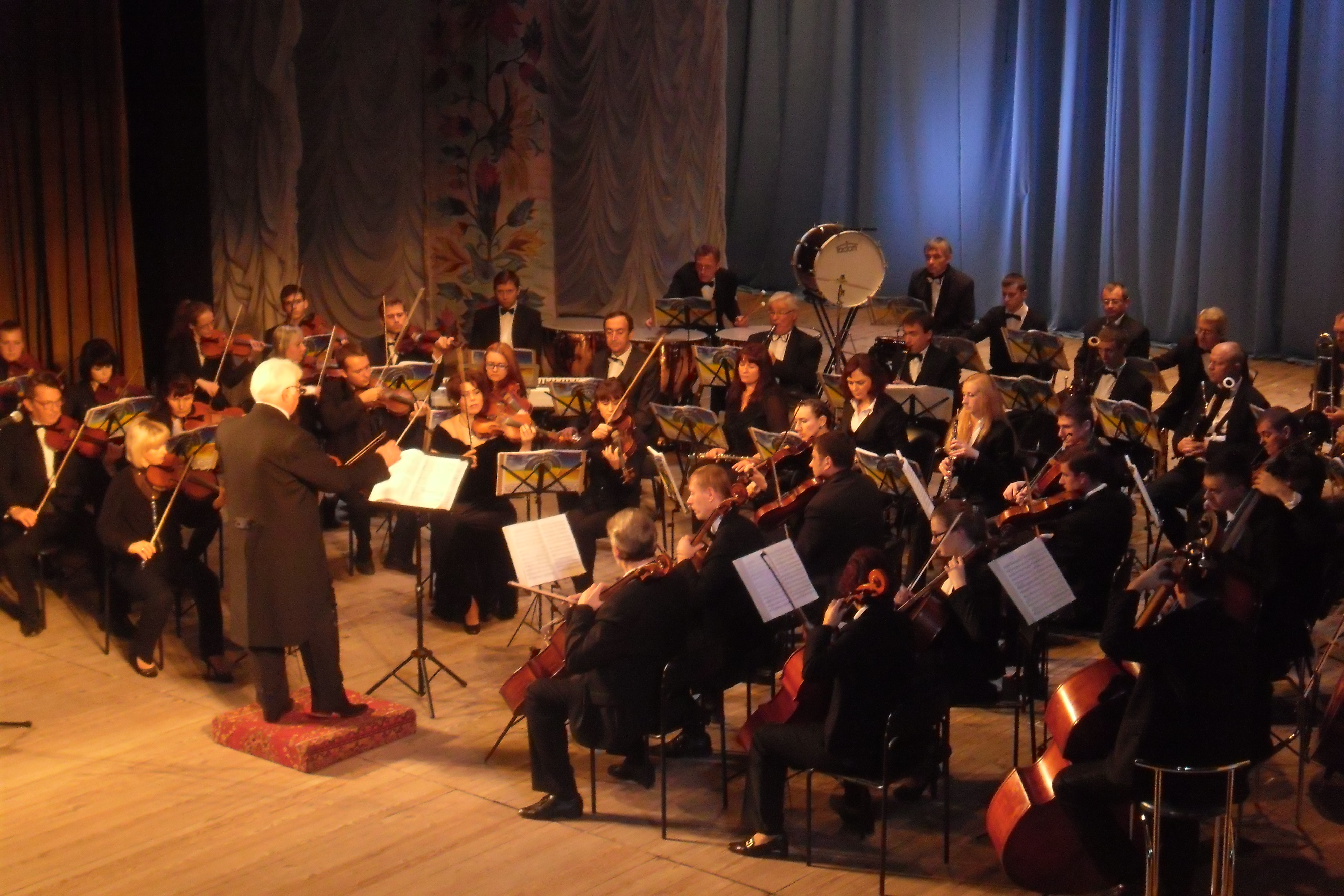
Полтавський симфонічний оркестр, 2015 року. Диригент — Віталій Скакун

Віталій Михайлович Скакун (народ. 22 лютого 1950) — радянський і український диригент, композитор, член НСКУ. Народний артист України.

## З творчої біографії
Закінчив Київську державну консерваторію імені П. І. Чайковського по класу заслуженого артиста України Д.Завадинського в 1973 році за спеціальністю хорового диригента та викладача музичних дисциплін.
У 1980 р. закінчив цю ж консерваторію по класу професора В. Гнєдаша за спеціальністю оперно-симфонічного диригента.
У період 1979—1990 рр. працював диригентом в різних оркестрах Києва.
З 1991 працює диригентом Полтавського академічного музично-драматичного театру ім. М. В. Гоголя, де в 2000 р. організував Полтавський симфонічний оркестр.

## Нагороди і відзнаки
Лауреат літературно-художньої премії імені П.Мирного. Заслужений артист України.
Народний артист України.